# Disamatic
Disamatic ist ein Formautomat, der seit 1964 vom dänischen Hersteller Dansk Industri Syndikat (DISA) hergestellt wird. Der Disamatic-Formautomat stellt vertikale Formblöcke her, die an eine Formstrecke übergeben werden, und benötigt keine Formkästen. Dieses Verfahren ermöglicht die Produktion hoher Stückzahlen und wird daher hauptsächlich in der Serienfertigung von Bauteilen, beispielsweise für die Automobilindustrie, verwendet. Nach Angaben des Herstellers wurden bisher 1.450 Gießereien mit Disamatic-Anlagen ausgerüstet.

## Geschichte
Im Jahr 1961 erwarb DISA ein Patent für eine Formmaschine, die vertikale Formen auswerfen konnte. Im Gegensatz zu den bisher bekannten Formautomaten, die horizontale Formen produzierten, ist der Aufwand zur Herstellung eines Modells höher, die in einer bestimmten Zeit produzierbare Stückzahl an Gussteilen steigt jedoch ebenfalls. 1962 wurde ein Modell der Disamatic auf der Gießerei-Fachmessa GIFA präsentiert, 1964 erfolgte die erste Auslieferung an eine dänische Gießerei. Die möglichen Auswurfgeschwindigkeiten der Formblöcke und die maximalen Größen wurden seitdem kontinuierlich erhöht: Lag 1994 die Auswurfgeschwindigkeit bei 370 Formen in der Stunde und die maximale Größe des Formblocks bei 950 × 700 mm, so sind heute Disamatic-Anlagen mit Auswurfgeschwindigkeiten von 510 Formen in der Stunde und Formquerschnitten von 1200 × 1050 mm erhältlich.

## Technik

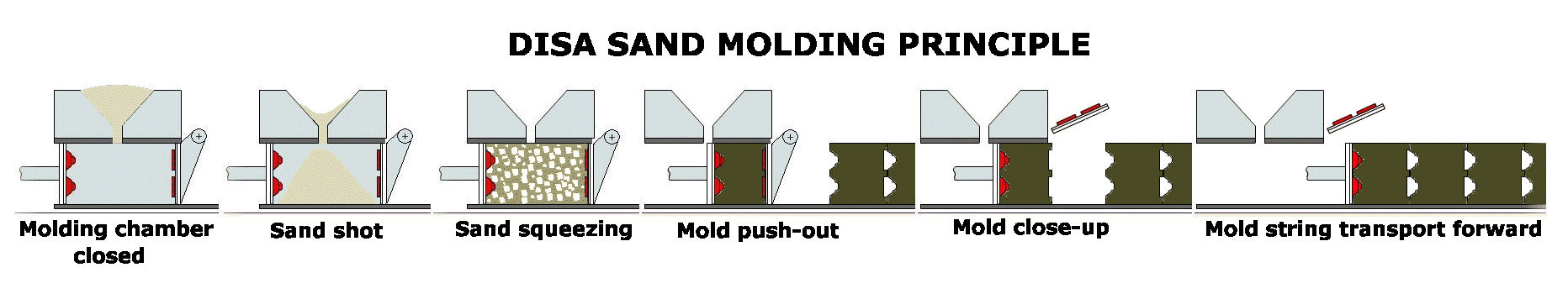
Funktionsprinzip des Disamatic-Formautomaten

Der Disamatic-Formautomat besitzt eine Formkammer, an deren gegenüberliegenden Seiten (in Schnittdarstellung) sich zwei Modellplatten befinden. Eine davon ist horizontal verschiebbar, die andere schwenkbar.
Aus einem, in der Regel oberhalb der Disamatic angeordneten Behälter wird zu Beginn des Formvorgangs der Formstoff in die Formkammer geleitet. Dies kann durch die Schwerkraft oder durch externe Aufbringung von Druck erfolgen. Der in der Formkammer befindliche Formstoff wird im nächsten Schritt mit einem Presskolben verdichtet, sodass Formen entstehen, die auch ohne Formkasten ihre Form behalten können. Nun wird die Form ausgestoßen; bei Bedarf können vorher noch Kerne manuell eingesetzt oder mit einer Kerneinlegeeinrichtung halbautomatisiert eingeführt werden.
Im letzten Schritt schiebt der Presskolben den Formblock auf einen Bandförderer, wo der Gussvorgang je nach Installation direkt aus dem Tiegelofen oder aus einer Gießpfanne stattfindet.